# Аль-Наслаа

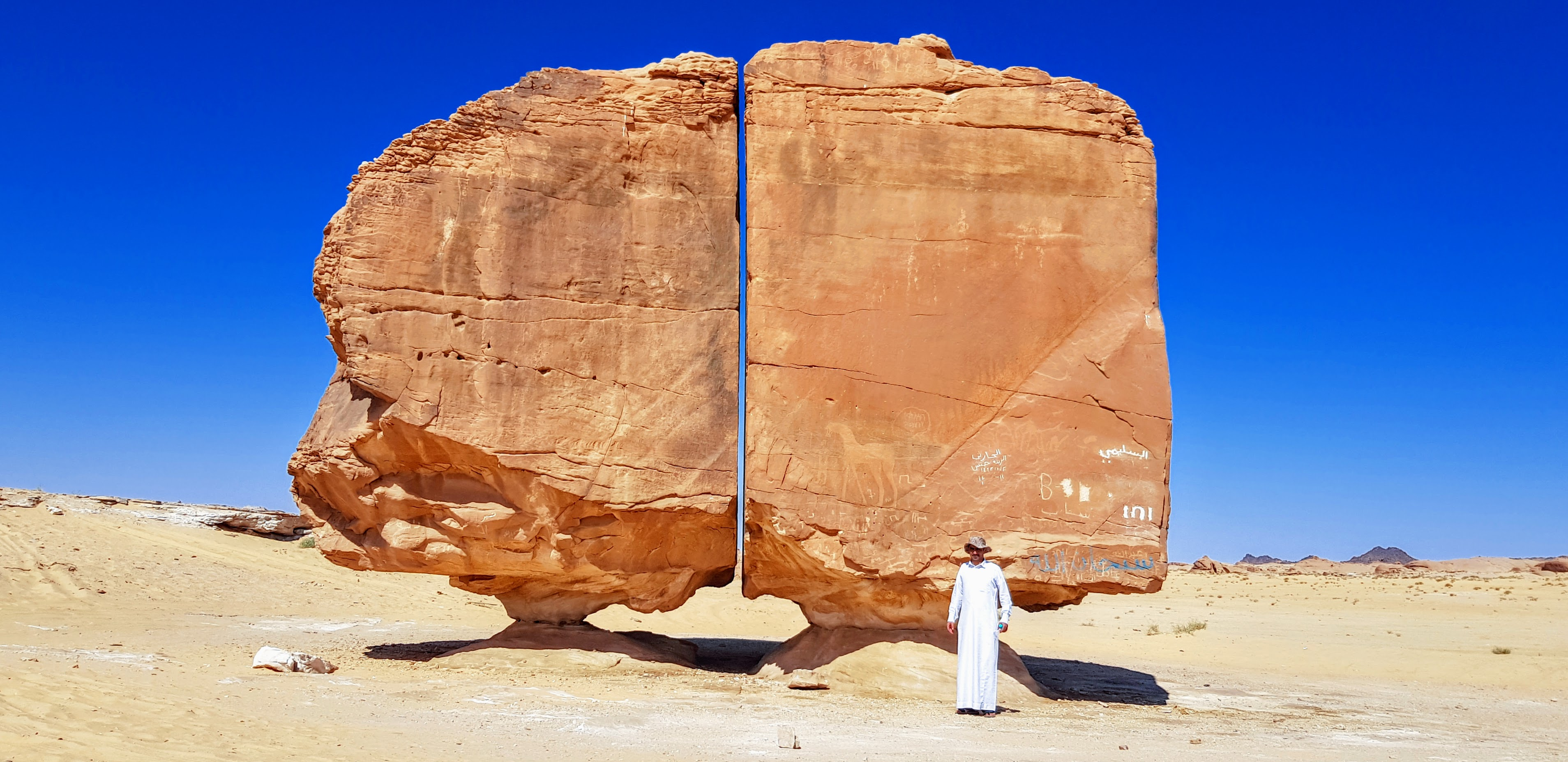
Скеля Аль-Наслаа в Саудівській пустелі

Скеля Аль-Наслаа — це форма рельєфу в 50 км на південь від оази Тайма в Саудівській Аравії. Скеля розділена посередині неприродньо рівною  лінією на дві частини, обидві збалансовані на маленьких постаментах. Загальна форма скелі може бути спричинена вітровою ерозією та хімічним вивітрюванням, які могли бути можливими через вологість у захищеній нижній частині скелі. Камінь розділений на дві частини тим, що колись могло його об'єднувати в одне ціле, хоча ймовірність цього є сумнівною.
Скеля має висоту близько 6 метрів і ширину 9 метрів і вкрита на південно-східній стороні численними петрогліфами.